# Lundamo Station
Lundamo Station (Lundamo stasjon) er en jernbanestation på Dovrebanen, der ligger i byområdet Lundamo i Melhus kommune i Norge. Stationen består af to spor med to perroner og en stationsbygning i gulmalet træ.
Stationen åbnede 5. august 1864, da Trondhjem–Størenbanen, nu en del af Dovrebanen, stod færdig. Oprindeligt hed den Lundemo, men den skiftede navn til Lundamo 23. april 1921. Den blev fjernstyret 27. juli 1965.